# (500016) 2011 QH58
(500016) 2011 QH58 es un asteroide perteneciente al cinturón de asteroides, descubierto el 30 de agosto de 2011 por el equipo del Pan-STARRS desde el Observatorio de Haleakala, Hawái, Estados Unidos.

## Designación y nombre
Designado provisionalmente como 2011 QH58.

## Características orbitales
2011 QH58 está situado a una distancia media del Sol de 3,049 ua, pudiendo alejarse hasta 3,266 ua y acercarse hasta 2,831 ua. Su excentricidad es 0,071 y la inclinación orbital 9,161 grados. Emplea 1944,72 días en completar una órbita alrededor del Sol.
Los próximos acercamientos a la órbita de Júpiter se producirán el 9 de febrero de 2032, el 6 de junio de 2080 y el 21 de octubre de 2128, entre otros.

## Características físicas
La magnitud absoluta de 2011 QH58 es 16,3.